# Symfonie nr. 4 (Davies)
Sir Peter Maxwell Davies voltooide zijn Symfonie nr. 4 in 1989.
De muziek van Maxwell Davies staat bekend om zijn complexiteit. Maxwell Davies bracht een groot deel van zijn leven door in Schotland en de Orkaden. Het landschap, klimaat en de wildernis hebben hun sporen in zijn muziek achtergelaten. Zijn muziek is als Schotland zelf, snel wisselende kleuschakeringen, van somber naar uitbundig, dan ingetogen of uitgelaten, pianissisimo gaat over in fortissimo en andersom. Zijn drie eerdere symfonieën zijn geschreven met symfonieorkesten in gedachte. Deze vierde is geschreven voor kamerorkest en wel het Scottish Chamber Orchestra waarvan hij leider en componist aan huis was. Maxwell Davies heeft zijn vierde zo gecomponeerd dat er nauwelijks verschil is te horen of het gespeeld wordt door een groot of kamerorkest. De eerste uitvoering was tijdens de Proms op 10 september 1989 in de Royal Albert Hall, met het Scottish Chamber Orchestra onder leiding van de componist. In 2009 leidde hij hetzelfde orkest nogmaals in een uitvoering ter gelegenheid van zijn 75-ste verjaardag, dan in Glasgow. Het werk is opgedragen aan John Tunnell, een vroegere leider van het orkest.

## Muziek
De muziek is zeer druk, zeker in de delen (1) en (2). Timbres wisselen elkaar af, een thema lijkt er niet te zijn, de diverse muzikale groepen ontmoeten elkaar om elkaar daarna snel weer kwijt te raken. Deel (1) eindigt kalm, na dertien minuten lijkt het orkest uitgeraasd en klaar te zijn voor een rustig tweede deel, zoals bij een "traditionele" symfonie, echter het orkest moet direct weer door, want deel twee is in deze symfonie het scherzo. Pas in de delen (3) en (4) komt de symfonie regelmatig aan rustpunten toe, maar echt rustig met lange muzikale zinnen wordt het niet. De symfonie kent in wezen ook geen slotakkoord, na een lang aangehouden toon is het in eens stil.
De componist vond twee inspiratiebronnen voor het werk. Het is eerste was een religieuze, het kerklied Adoma thalamum tuum, Sion uit de Maria Lichtmis. Tweede inspiratiebron was seculier (niet religieus), een wegvliegende steenarend, gezien vanuit het huis van de componist.

## Orkestratie
- 2 dwarsfluiten waarvan nummer 2 ook piccolo en altdwarsfluit, 2 hobo’s waarvan 1 ook althobo, 2 klarinetten waarvan 1 ook basklarinet, 2 fagotten waarvan 1 ook contrafagot;
- 2 hoorns, 2 trompetten, geen trombones, geen tuba
- 1 stel pauken,
- violen, altviolen, celli, contrabassen.

## Discografie
- Uitgave Collins Recordings 11812; SCO onder leiding van de componist; opname uit april 1990; niet meer op compact disc verkrijgbaar anders dan tweedehands; wel als download (Collins Recordings ging midden jaren 90 failliet).